# Orchestre symphonique d'Euskadi
L’Orchestre symphonique d'Euskadi (en basque : Euskadiko Orkestra ; en espagnol : Orquesta Sinfónica de Euskadi), également connu internationalement sous le nom de Basque National Orchestra (en français : Orchestre national basque), est un orchestre symphonique espagnol fondé en 1982.

## Historique
L’Orchestre symphonique d'Euskadi (en basque : Euskadiko Orkestra ; en espagnol : Orquesta Sinfónica de Euskadi) est un orchestre symphonique espagnol fondé en 1982, par décret du gouvernement basque espagnol, et dont le siège se trouve à Saint-Sébastien,.
L’orchestre se produit essentiellement dans tout le Pays basque espagnol (en basque : Euskadi) à Bilbao, Saint-Sébastien — salle de 500 spectateurs —, Vitoria et en Navarre à Pampelune.
Depuis 1992, l’orchestre est membre de l’association espagnole d’orchestres symphoniques (en espagnol : Asociación Española de Orquestas Sinfónicas) (AEOS). L'orchestre a 7.000 abonnés et une moyenne annuelle de 150.000 spectateurs.
Depuis 2017, le directeur musical de l’orchestre est Robert Treviño.

## Directeurs artistiques et chefs permanents
Comme directeurs artistiques et chefs permanents de l'orchestre se sont succédé, :
- Enrique Jordá (1983–1985) ;
- Maximiano Valdés (en) (1985–1986) ;
- Matthias Kuntzsch (en) (1987–1989) ;
- Miguel Ángel Gómez Martínez (1989–1993) ;
- Hans Graf (1993–1996) ;
- Gilbert Varga et Mario Venzago (1998–2001) ;
- Gilbert Varga et Cristian Mandeal (2001–2008) ;
- Andrés Orozco-Estrada (2009–2013) ;
- Andrey Boreyko (principal chef invité, 2009–2017) ;
- Jun Märkl (2014–2017) ;
- Robert Treviño (depuis 2017).

## Créations
L'Orchestre symphonique d'Euskadi est le créateur de plusieurs œuvres, de Pascual Aldave (Akelarre, 1987), Tomás Aragüés (es) (Suite romántica, 1982 ; Vita, 2000), Luis Aramburu (es) (Fantaisie pour violoncelle, 1986), Carmelo Bernaola (Variations concertantes, 1986), Juan Cordero Castaños (Erreka Mari, opéra, 1986), Rafael Castro (Lizardiren bariazioak, 1998), Francisco Ecudero (Sinfonia no 4 concertante, 1996), Félix Ibarrondo (Irrintz, 1988), Anton Larrauri (Lainoa, 1993), Ramon Lazkano (Ilunkor, 2001), Isabel Mundry (Calles y suenos, 2013), Luis de Pablo (Impromptus, 1991 ; Danzas secretas pour harpe et orchestre, commande pour le 25e anniversaire, 2008) et Gérard Pesson (Ravel à son âme, 2013), notamment.

## Discographie (sélection)
- Ravel : Basque National Orchestra, Ondine (ODE 1385-2), 2021
- Ravel 2 : Basque National Orchestra, Ondine (ODE 1416-2), 2022